# 李天篤
李天篤（？—？），號愧菴，直隶保定府雄县人，明朝政治人物。

## 生平
天启元年（1621年）己卯科举人，十三年（1630年）庚辰科进士，授吏部观政。